# Mourre de Chanier
Il Mourre de Chanier (1.930 m s.l.m.) è una montagna delle Prealpi di Digne nelle Alpi e Prealpi di Provenza. Si trova nel dipartimento francese delle Alpi dell'Alta Provenza.
La montagna è composta da tre vette principali: il Mourre de Chanier (propriamente detto) ad est; il Grand Mourre (1.898 m) ad ovest ed il Petit Mourre (1.873 m) al centro-nord.